# Elmer Acevedo
Elmer Acevedo (Chanmico, 27 gennaio 1949 – Acajutla, 30 agosto 2017) è stato un calciatore salvadoregno, di ruolo attaccante.

## Carriera
Prese parte con la Nazionale salvadoregna ai Giochi Olimpici del 1968 ed ai Mondiali del 1970, prima di ritirarsi nel 1972 a causa di un grave infortunio.